# Бріскорн Ольга Константинівна
Ольга Константинівна Бріскорн (до шлюбу Маврогені, у першому шлюбі Стру́кова; 1773 — 30 березня 1836)  на прізвисько «Курська Салтичиха» — багата поміщиця Курської, Катеринославської та Санкт-Петербурзької губерній, що увійшла в історію, як убивця і мучителька кріпаків. Власниця домоволодінь у столиці Російської імперії та маєтків П'ята Гора, Прилепи, Хомутівка.

## Біографія
Походила із роду бессарабських бояр. Дочка багатого поміщика Костянтина Івановича Маврогені від його шлюбу з Тетяною Василівною Христофоровою. Маврогені служив драгоманом у Туреччині та сприяв Потьомкіну в анексії Криму. За свою діяльність був поданий в колезькі радники і отримав посаду обер-директора митниці Таврійської губернії. Крім цього, Потьомкін віддав йому на відкуп соляні промисли в Криму, що дозволило Маврогені придбати багато маєтків.
11 лютого 1793 року Ольга Маврогені стала дружиною губернського предводителя дворянства Ананія Герасимовича Струкова (1761-до 1807) — найбагатшої людини Катеринославської губернії, і отримала великий посаг: 56 тисяч рублів, великі земельні наділи, будинки і кільта сотен душ. Після вигідного весілля Ольга стала «першою леді» серед катеринославської еліти. Молода (трохи за 30) жінка, начитана та дотепна, вона жваво цікавилася театром та художньою самодіяльністю.
Овдовівши, для освіти дітей з Катеринослава переїхала в Санкт-Петербург, де в 1807 знову вступила в шлюб. Другим чоловіком став сенатор та дипломат Федір Максимович Бріскорн (13.06.1760—1819), для якого цей шлюб був скоріше вимушеним. Обвинувачений у лихоїмстві, Бріскорн вів судовий розгляд, у якому увійшов у суперечку з вдовою Струкова і, для вирішення справ, одружився з нею. Зі слів М. Н. Греча, подружжя «жило широко у великому будинку біля Кам'яного театру, скрізь був пил і бруд, лакеї обірвані, в кімнатах важкий запах, з дверей мчали безладні звуки музики домашнього оркестру, з внутрішніх кімнат чулася гучна лайка».
Будучи набагато молодшою за своїх чоловіків, Ольга Костянтинівна правила всіма справами і займалася покупкою нерухомості. У 1809 році з аукціонних торгів вона купила два села в Курській губернії Дмитрівського повіту, а в 1817 році у принца Бірона ще три села та п'ять сіл, у тому числі Прилепи, де потім влаштовувалася. 
У Прилепах Бріскорн побудувала сукняну мануфактуру на три поверхи і за короткий час довела своїх селян до злиднів. З того часу вона жила подвійним життям. У Петербурзі намагалася бути взірцем благочестя, а у Курській губернії «сенаторша Бріскорн» була відома зовсім в іншій іпостасі. Статки її були колосальними: у всіх її маєтках чисельність кріпаків досягала до 5 тисяч, близько 60 тисяч десятин землі, крім цього було не одне домоволодіння, в тому числі і в столиці, кілька фабрик, а накопичений з чоловіком капітал досягав — 200 тисяч карбованців. У її столичному будинку на Галерній вулиці якийсь час прожила сім'я поета Олександра Пушкіна.

## Діти

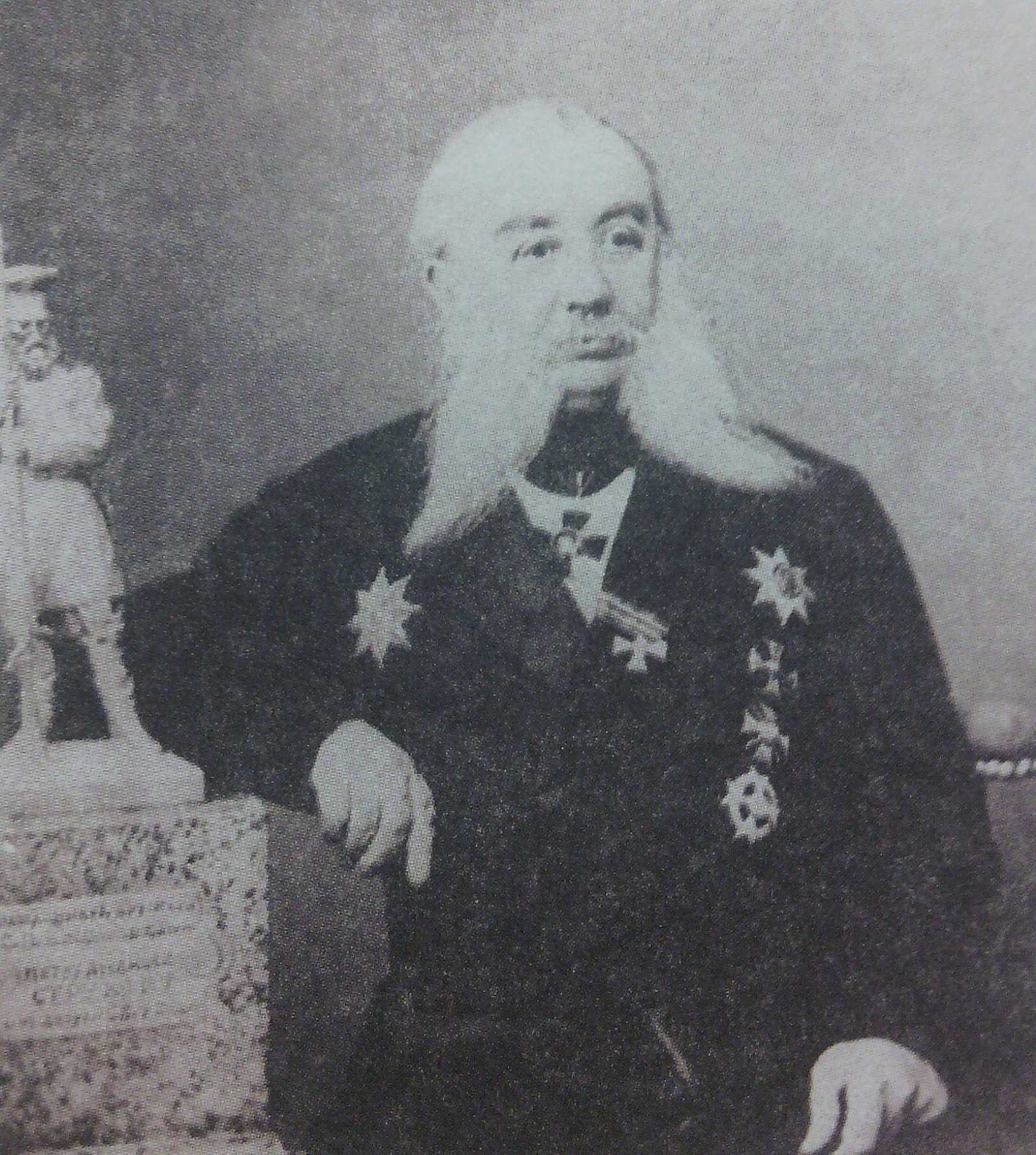
Петро Ананьєвіч Струков

У першому шлюбі зі Струковим народила дітей:
- Еммануїл Ананійович (17.05.1795—13.02.1825), поміщик, поручик і власник особняка Струкових. Від шлюбу з Катериною Олександрівною Фок (1804—1893) потомства не залишив.
- Єлизавета Ананьївна, померла в дитинстві.
- Петро Ананійович (14.06.1803—11.05.1881), багатій, генерал-майор, ватажок дворянства Олександрівського повіту Катеринославської губернії.

Від другого шлюбом з великим поміщиком та дипломатом Бріскорн народила:
- Ольга Федорівна (22.03.1808—21.05.1852), фрейліна двору, в першому шлюбі за генерал-ад'ютантом Я. А. Потьомкіним; другим шлюбом з генерал-ад'ютантом, генералом від кавалерії, обер-шталмейстер Е. Ф. Мейендорфом. У шлюбі 8 дітей.
- Єлизавета Федорівна (1810—1896), дружина державного діяча Олексія Іраклійовича Льовшина і принесла чоловікові багатий посаг, їй належали садиба П'ята Гора та маєток Хомутівка. За словами сучасників, мала добрий голос, була жінкою приємною, але не дуже вродливою. У шлюбі народила троє дітей.

## Жорстоке поводження з селянами
У Курській губернії, у Дмитрівському повіті, 40-річна Ольга Бріскорн купила маєток у 1817 році.
У маєтку перевела селян із оброку на панщину. За рік збудувала сукняну фабрику в селі Прилепи. Фабрика була унікальною спорудою з технічного боку. За кордоном були куплені ткацькі верстати, а у рух їх приводила парова машина, перша в Чорнозем'ї.
Прославилася тим, що постійно карала і дорослих, і малолітніх, котрі працювали на її фабриці. У стислі терміни матеріальне становище кріпаків погіршилося, а смертність збільшилася. В 1822 селяни звернулися до імператора Олександра I. Офіційне слідство було таємним, тривало 3 роки. Справа є в архівах.
Поміщиця була викрита в нанесенні важких побоїв кріпакам, у хід пускалися батоги, палиці, кнути. Жертв морили голодом. Їжа була вкрай скромною:
- хліб із макухою;
- пісні щі;
- по ложці каші;
- м'ясо було, але червиве, і якщо його розділити на всіх, виходило 8 грам на людину.

Селян, що будували мануфактуру, вона змушувала працювати у свята і в «свої дні», через що ті не встигали обробляти власну землю. Призначаючи людей на фабрику, поміщиця забирала в них майно, наказувала жити біля верстата. За 1820 рік зарплату на мануфактурі отримували двічі, і то крихітки — гроші Бріскорн утримувала за їжу та одяг. З жовтня 1820 по травень 1821 від голоду, хвороб і травм помер 121 робітник, з них 44 — молодше 15 років. 74 людини були поховані священиком, решту закопали в ями без трун. За період катування кріпаків з маєтку втекло понад 300 людей. Були також розкрито факти шахрайських операцій із продукцією фабрики. 
Не легше було тим, хто обробляли землю. Їх змушували трудитися на землі поміщиці, у результаті селяни не встигали вирощувати врожай та голодували з родиною.
За результатами слідства Бріскорн (на той час уже вдова) була відсторонена від володіння фабрикою в Прилепах, і фабрика була взята під державну опіку.